# وست لرل (مریلند)
وست لرل (به انگلیسی: West Laurel) شهری در ایالت مریلند کشور ایالات متحده آمریکا است که جمعیت آن در سرشماری سال ۲۰۱۰ میلادی، ۴٬۲۳۰ نفر بوده‌است.